# Galluis
Galluis és un municipi francès, situat al departament d'Yvelines i a la regió de Illa de França. L'any 2007 tenia 1.125 habitants.
Forma part del cantó d'Aubergenville, del districte de Rambouillet i de la Comunitat de comunes Cœur d'Yvelines.

## Demografia

### Població
El 2007 la població de fet de Galluis era de 1.125 persones. Hi havia 400 famílies, de les quals 72 eren unipersonals (24 homes vivint sols i 48 dones vivint soles), 108 parelles sense fills, 180 parelles amb fills i 40 famílies monoparentals amb fills.
La població ha evolucionat segons el següent gràfic:
Habitants censats

### Habitatges
El 2007 hi havia 457 habitatges, 403 eren l'habitatge principal de la família, 30 eren segones residències i 24 estaven desocupats. 425 eren cases i 28 eren apartaments. Dels 403 habitatges principals, 326 estaven ocupats pels seus propietaris, 59 estaven llogats i ocupats pels llogaters i 18 estaven cedits a títol gratuït; 1 tenia una cambra, 29 en tenien dues, 45 en tenien tres, 85 en tenien quatre i 243 en tenien cinc o més. 328 habitatges disposaven pel capbaix d'una plaça de pàrquing. A 142 habitatges hi havia un automòbil i a 244 n'hi havia dos o més.

### Piràmide de població
La piràmide de població per edats i sexe el 2009 era:
| Homes | Edats   | Dones |
| ----- | ------- | ----- |
| 0     | 95 o +  | 0     |
| 0     | 90 a 94 | 0     |
| 0     | 85 a 89 | 0     |
| 0     | 80 a 84 | 4     |
| 16    | 75 a 79 | 20    |
| 4     | 70 a 74 | 12    |
| 8     | 65 a 69 | 24    |
| 28    | 60 a 64 | 16    |
| 28    | 55 a 59 | 32    |
| 68    | 50 a 54 | 52    |
| 44    | 45 a 49 | 44    |
| 20    | 40 a 44 | 28    |
| 60    | 35 a 39 | 56    |
| 24    | 30 a 34 | 36    |
| 28    | 25 a 29 | 16    |
| 20    | 20 a 24 | 20    |
| 32    | 15 a 19 | 44    |
| 28    | 10 a 14 | 48    |
| 40    | 5 a 9   | 56    |
| 68    | 0 a 4   | 28    |

## Economia
El 2007 la població en edat de treballar era de 757 persones, 586 eren actives i 171 eren inactives. De les 586 persones actives 547 estaven ocupades (289 homes i 258 dones) i 39 estaven aturades (19 homes i 20 dones). De les 171 persones inactives 48 estaven jubilades, 78 estaven estudiant i 45 estaven classificades com a «altres inactius».

### Ingressos
El 2009 a Galluis hi havia 408 unitats fiscals que integraven 1.124 persones, la mediana anual d'ingressos fiscals per persona era de 27.685 €.

### Activitats econòmiques
Dels 64 establiments que hi havia el 2007, 2 eren d'empreses extractives, 2 d'empreses de fabricació d'altres productes industrials, 12 d'empreses de construcció, 9 d'empreses de comerç i reparació d'automòbils, 1 d'una empresa de transport, 3 d'empreses d'hostatgeria i restauració, 1 d'una empresa d'informació i comunicació, 4 d'empreses financeres, 3 d'empreses immobiliàries, 18 d'empreses de serveis, 6 d'entitats de l'administració pública i 3 d'empreses classificades com a «altres activitats de serveis».
Dels 17 establiments de servei als particulars que hi havia el 2009, 1 era un establiment de lloguer de cotxes, 1 paleta, 3 guixaires pintors, 3 fusteries, 1 electricista, 2 empreses de construcció, 1 perruqueria, 1 veterinari, 2 restaurants i 2 agències immobiliàries.

## Equipaments sanitaris i escolars
L'únic equipament sanitari que hi havia el 2009 era una ambulància.
El 2009 hi havia una escola elemental.

## Poblacions més properes
El següent diagrama mostra les poblacions més properes.